# William Bowers
Pour les articles homonymes, voir Bowers.
William Bowers est un scénariste américain né le 17 janvier 1916 à Las Cruces (Nouveau-Mexique) et mort le 27 mars 1987 dans le quartier de Woodland Hills à Los Angeles (Californie).

## Biographie
Bowers commence par être journaliste pour le Press-Telegram (en), un journal de Long Beach (Californie), et écrit sa première pièce (Where Do We Go From Here?) en 1938. Il écrit sa deuxième (Back to Eden), alors qu'il est reporter cette fois pour le New York World-Telegram. Il se tourne vers l'écriture de scénarios après avoir été correspondant à Hollywood pour la National Education Association.
Il joue de petits rôles au cinéma, notamment dans Le Parrain 2 à la demande de Francis Ford Coppola.

## Théâtre
- 1933 : Twenty-five Dollars an Hour de Gladys Unger et Leyla Georgie
- 1938 : Where Do We Go From Here?

## Filmographie

### Comme scénariste

#### Cinéma
- 1942 : Mon espion favori de Tay Garnett
- 1942 : Sept Jours de perm (Seven Days' Leave) de Tim Whelan
- 1943 : The Adventures of a Rookie (en) de Leslie Goodwins
- 1943 : Amour et Swing de Tim Whelan
- 1945 : Sing Your Way Home de Anthony Mann
- 1946 : The Notorious Lone Wolf (en) de D. Ross Lederman
- 1946 : Nuit et Jour de Michael Curtiz
- 1946 : The Fabulous Suzanne (en) de Steve Sekely
- 1947 : Ladies' Man de William D. Russell
- 1947 : Le Traquenard de Michael Gordon
- 1947 : Chansons dans le vent (en) de Irving Pichel
- 1947 : Deux Nigauds et leur veuve de Charles Barton
- 1948 : Bandits de grands chemins de George Sherman
- 1948 : Le Barrage de Burlington de George Sherman
- 1948 : Sanglante Aventure (Pitfall) de André de Toth
- 1948 : Larceny de George Sherman
- 1948 : La Comtesse de Monte-Cristo (en) de Frederick de Cordova
- 1948 : Jungle Patrol de Joseph M. Newman
- 1949 : Pour toi j'ai tué de Robert Siodmak
- 1949 : La Belle Aventurière (The Gal Who Took the West) de Frederick de Cordova
- 1949 : Abandoned (en) de Joseph M. Newman
- 1950 : La Cible humaine de Henry King
- 1950 : La Loi des bagnards (en) de Henry Levin
- 1950 : Mrs. O'Malley and Mr. Malone de Norman Taurog
- 1951 : L'Implacable (Cry Danger) de Robert Parrish
- 1951 : Dans la gueule du loup de Robert Parrish
- 1952 : La Madone du désir de Robert Parrish
- 1952 : Aveux spontanés (Assignment - Paris!) de Robert Parrish
- 1953 : Même les assassins tremblent de Dick Powell
- 1954 : Belle mais dangereuse de Lloyd Bacon
- 1955 : Coincée de Phil Karlson
- 1955 : On ne joue pas avec le crime de Phil Karlson
- 1956 : Les Rois du jazz de Michael Curtiz
- 1957 : Mon homme Godfrey de Henry Koster
- 1958 : La Vallée de la poudre de George Marshall
- 1958 : Le Trésor du pendu de John Sturges
- 1958 : Le Général casse-cou (Imitation General) de George Marshall
- 1959 : Ne tirez pas sur le bandit de Norman Z. McLeod
- 1959 : -30- de Jack Webb
- 1961 : La dernière fois que j'ai vu Archie de Jack Webb
- 1964 : Le Bataillon des lâches de George Marshall
- 1966 : Tiens bon la rampe, Jerry de Gordon Douglas
- 1967 : Les Détrousseurs de Alan Rafkin
- 1969 : Ne tirez pas sur le shérif de Burt Kennedy
- 1978 : Shame, Shame on the Bixby Boys de Anthony Bowers

#### Télévision
- 1953 : Four Star Playhouse (1 épisode)
- 1953-1954 :  Where's Raymond? (2 épisodes)
- 1954 : The Ford Television Theatre (1 épisode)
- 1955 : General Electric Theater (1 épisode)
- 1955 : Lux Video Theatre (1 épisode)
- 1956 : Jane Wyman Presents The Fireside Theatre (1 épisode)
- 1956 : General Electric Summer Originals (1 épisode)
- 1957 : The 20th Century-Fox Hour (1 épisode)
- 1974 : Sidekicks
- 1974 : The Gun and the Pulpit
- 1978 : Kate Bliss and the Ticker Tape Kid
- 1979 : The Wild Wild West Revisited
- 1980 : More Wild Wild West

### Comme acteur
- 1974 : Le Parrain 2 de Francis Ford Coppola : le président du comité au Sénat
- 1975 : Mobile One (épisode The Middle Man) : Dr Princemetal
- 1977 : Starsky et Hutch (épisode Bain de sang) : le juge Yager
- 1977 : Le Parrain : le président du comité au Sénat

### Comme producteur
- 1969 : Ne tirez pas sur le shérif de Burt Kennedy
- 1975 : Mobile One

## Récompenses et distinctions

### Nominations
- Oscars du cinéma 1951 : Nomination pour l'Oscar de la meilleure histoire originale (La Cible humaine)
- Oscars du cinéma 1959 : Nomination pour l'Oscar du meilleur scénario original (La Vallée de la poudre)